# Schulpe György
Schulpe György (Törökkanizsa, 1867. október 7. – Pozsony, 1936. március 27.) jogász, humanista, író, műfordító, a szociálpolitika úttörője.

## Származása
Nagyapja, Wilhelm Schulpe, a napóleoni háborúk után, mint katonatiszt került a vesztfáliai Wernigerodból Délvidékre, ahol házasságot kötött és letelepedett.

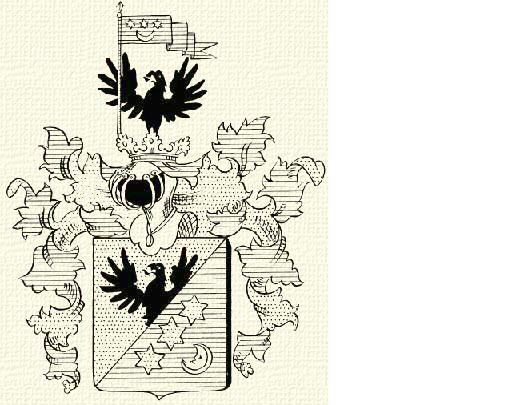
Családi címer, 1866

Apja, Emil Schulpe, a családi hagyományoknak megfelelően szintén a katonai pályát folytatta és hadmérnök lett. 1854-ben kilépett a hadseregből és 10.000 holdas törökkanizsai birtokán gazdálkodik. Nyári Matild bárónővel kötött házasságából 5 gyermek született, akikből 3 maradt életben: Vilmos, Alfonz és György.

## Élete
Középiskolai tanulmányait Pozsonyban és külföldön végezte, azután Pozsonyban telepedett le, ahol szociálpolitikai tanulmányokkal és a munkáskérdésekkel foglalkozott. A munkáslakások kezdeményezője és létesítője volt. Erről 400-nál több cikket írt és a munkások számára felolvasásokat, szabad iskolákat és színielőadásokat rendszeresített. Az ő kezdeményezésére keletkezett Pozsonyban több mint 700 mintaszerű munkáslakás, mely úttörő vállalkozás volt, és a város iparosodásához jelentősen hozzájárult. A munkástelepen templom, könyvtár, iskola és kórház is épült.
A gazdasági és ipari munkások érdekében saját javaslatot nyújtott be a magyar kormányhoz. 1890-1898 között szociális tanulmányokkal foglalkozva Európa csaknem összes államát beutazta. A munkaközvetítő hivatalok szervezésének tárgyában is nagy érdemei voltak.

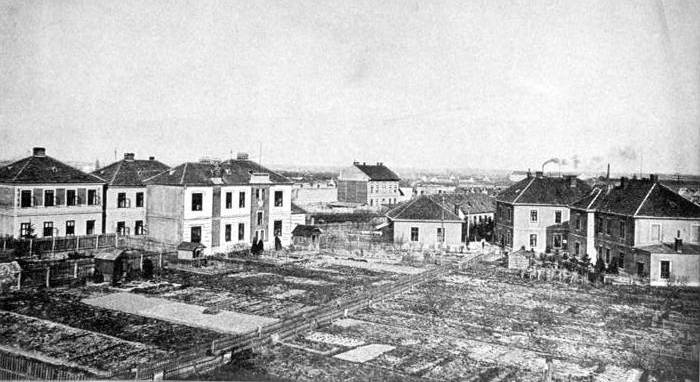
Munkáskolónia Pozsonyban (1904)

A Ferencz József-rend lovagja, a Johannita-rend tiszti lovagja és több rendjel középkeresztese. A Petőfi-társaság tiszteleti tagja.
Cikkei a Pozsonyvidéki Lapokban (1888. 67., 68. szám. Petőfi hazafias lyrája); a Pressburger Zeitungban (1894. 111. sz. Adolf Friedrich Graf v. Schack); a Nyugat-magyarországi Hiradóban (1892. 72. sz. Petőfi Sándor lyrai költészete, 1900. 219. sz. A pozsonyi közkönyvtár) jelentek meg.

## Művei
- Liederkranz aus Alexander Petőfi's lyrischen Dichtungen. Uebersetzt. Minden in Westf. 1886. (2. kiadás 1890.)
- Übersetzungskunst. Leipzig. 1886.
- Gedichte. Eigens und Fremdes. Uo. 1886.
- Germanische Göttersagen. Uo. 1886. (2. k. 1890.)
- Land der Bajuwaren, im Lied verherrlicht... 1887. (2. kiadás 1890.)
- Fremdländische Blumen. Uo. 1888. (2. kiadás 1890.)
- Nordische Klänge. Uo. 1888. (2. kiadás Uo. 1890.)
- Harfe und Harnisch. Romanzen. Dresden, 1888. (2. k. Uo. 1890.)
- Bokle von Bardenfleth. Heldensage. Uo. 1888.
- Perlen aus dem Meere des Lebens. Sprüche zeitgenössischer Dichter. Dresden, 1888.
- Felhők és csillagok. Költemények és egy elbeszélés. Pozsony, 1889. (Ism. Pozsonymegyei Közlöny 59. sz.).
- Dichtungen von Branko-Radisevics. Aus dem Serbischen. Uo. 1889. (2. kiadás. Uo. 1890.)
- Licht und Schatten. Gedichte. Uo. 1890.
- Aug' um Auge. Ein dramat. Scherz in 1 Akt. Uo. 1890.
- Pour prendre congé. Scherzspiel in 1 Akt. Uo. 1890.
- Triumphphantasien und dionys. Lieder. Uo. 1890.
- Aphorismen... 1890-91. Négy füzet.
- Tanulmányok az irodalom-, jog- és culturtörténet terén. Uo. 1890.
- Ein Sieg Hannibals. Uo. 1890.
- Der Prinz. Dramolet... 1891.
- Ein Attentat. Schauspiel... 1891.
- Die Tragikomödie der Liebe. Dramatische Dichtung... 1891.
- Triumphphantasien und dionysische Lieder. Elbing und Leipzig, 1891. arczképpel.
- Sehnen und Suchen. Augsgewählte Dichtungen... (2. kiadás. Drezda, 1894.)
- Pozsony és a harmadik egyetem. Értekező felhívás. Pozsony, 1893.
- Des Habitations Ouvrières. Essai dédié au Congrés des Habitations à Bordeaux les 20., 21., 22. Okt. Uo. 1895.
- Les Habitations à bon marché en Hongrie et l'intervention des pouvoirs publics. Rapport sur la Ire Question. Bruxelles, 1897.
- Törvényjavaslatok a socialis reformok terén. Pozsony, 1900.
- A munkáslakásokról. Tanulmány. Uo. 1901.
- Die Socialreform-Bewegung in Ungarn. Uo. 1901.
- A munkáslakásokról. Javaslat a nemzetközi törvényes munkásvédelmi egyesület magyarországi osztálya számára. Uo. 1902.

## Külső hivatkozások
- Szinnyei József: Magyar írók élete és munkái
- A Pallas nagy lexikona
- A Schulpe család címere
- Österreichisches Biographisches Lexikon 1815–1950
- Hét Nap (Vajdasági magyar hetilap): Schulpe György, 2008. augusztus 27.[halott link]